# Каталина-Микаела Испанска
Каталина-Микаела Хабсбург-Испанска, известна и като Катерина-Микаела Австрийска (на испански: Catalina Micaela; 10 октомври 1567 – 6 ноември 1597), е испанска инфанта и херцогиня на Савоя, съпруга на херцог Карл Емануил I Савойски.

## Живот
Каталина-Микаела е родена на 10 октомври 1567 година в Мадрид, Испания. Тя е дъщеря на испанския крал Филип II Испански и френската принцеса Елизабет Валоа. Кръстена е на баба си, френската кралица Катерина де Медичи.
На 18 март 1585 г. в Сарагоса Каталина-Микаела се омъжва за херцог Карл Емануил I Савойски (1562 – 1630), и напуска испанския двор.
Каталина-Микаела умира на 6 ноември 1597 г. в Торино при раждането на последното си дете.

## Деца
- Филип Емануел (1586 – 1605)
- Виторио-Амадеус I (1587 – 1637), 11-и херцог на Савоя
- Емануел Филиберт (1588 – 1624), вицекрал на Сицилия (1622 – 24)
- Маргарита (1589 – 1655), омъжена 1608 г. за Франческо IV Гонзага, херцог на Мантуа и Монферат
- Исабела (1591 – 1626), омъжена 1608 г. за Алфонсо III д’Есте, херцог на Модена и Реджо
- Маврицио (1593 – 1627), кардинал
- Мария-Аполония (1594 – 1656), монахиня в Рим
- Франческа Катерина (1595 – 1640), монахиня в Биела
- Томас Франциск (1596 – 1656), княз на Каринян
- Джована (1597)